# Rotazione differenziale
La rotazione differenziale è il fenomeno per cui le diverse parti di un corpo non ruotano alla stessa velocità angolare, ma a velocità differenti. Questa caratteristica si può verificare quando il corpo in esame non è solido, ma liquido o gassoso, oppure composto da diverse parti indipendenti. Per esempio, l'equatore del Sole ruota più velocemente dei suoi poli (il Sole è composto da plasma). Anche alcuni pianeti (tra cui Giove e Saturno) mostrano una rotazione differenziale delle loro diverse parti.
Le galassie e le protostelle mostrano in generale esempi di rotazione differenziale. Nel 2018 il fenomeno è stato osservato per la prima volta su una stella diversa dal Sole.

## Rotazione differenziale del Sole

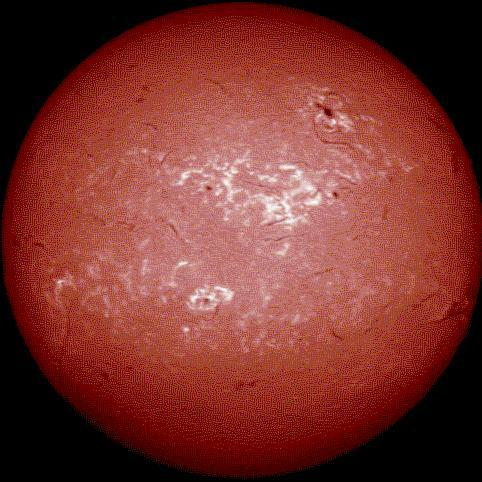
Immagine del Sole della sonda SOHO

Essendo il Sole composto solamente da gas esso non presenta le caratteristiche di un corpo rigido, quindi nel suo pur lento moto di rotazione, alle diverse latitudini essa non avviene negli stessi tempi; infatti gli strati gassosi si muovono molto più velocemente all'equatore che ai poli.
All'equatore la velocità risulta di 2 km/s, corrispondenti ad un periodo di 25 giorni. Ai poli invece il periodo è di 34 giorni.
La sonda spaziale Soho ha messo in evidenza che questo moto differenziato rimane confermato per tutta la zona convettiva, ossia la parte superficiale del Sole, dove il calore viene trasportato attraverso il movimento del gas. Più all'interno, al salire della pressione, il gas inizia a comportarsi come un corpo solido e la rotazione diventa uniforme.
Si pensa che le masse gassose superiori, con velocità e densità di rotazione diverse, raffreddandosi si dirigono verso l'interno, viceversa quelle interne riscaldandosi si spostino verso l'esterno; perciò ogni massa gassosa conservando il proprio momento di rotazione provoca un rimescolamento.
Il raffreddamento delle zone superiori del Sole causa una contrazione che accelera il moto angolare, ai poli dove i movimenti convettivi sono meno ostacolati, le velocità angolari esterne ed interne si equilibrano; all'equatore quelle esterne tendono ad essere maggiori di quelle interne e di quelle ai poli.
Sono anche da tenere in considerazione le composizioni disomogenee dei vari elementi, della pressione e dei fenomeni atmosferici, tutti alla base di questo fenomeno di differenziazione della rotazione.

## Rotazione differenziale di una galassia

La Galassia Sombrero

Una galassia può essere considerata come un corpo in rotazione e il suo nucleo come se fosse solido; la velocità di rotazione cresce con la distanza dal centro raggiungendo i 220 km/s in un intervallo dal centro uguale alla posizione occupata dal nostro Sole, che risulta di circa 2/3 del raggio galattico, dopodiché il  valore di essa rimane pressoché invariato.
Gli ammassi globulari, che sono posti in posizione sferica nell'alone attorno al disco della galassia, ruotano molto più lentamente, circa 50 km/s; quindi in un unico sistema avremo alcune differenze: un movimento abbastanza lento, quello sferico degli ammassi globulari, ed uno molto più veloce, quello appiattito formato da stelle più giovani.
Meno schiacciato sarà l'insieme, più differenziata sarà l'età stellare, con stelle giovani frammiste a stelle vecchie; tanto più risulterà schiacciato, tanto più saranno numerose le stelle di antica formazione.